# Paradisfåglar
För andra betydelser, se Paradisfågel.
Paradisfåglar (Paradisaeidae) är en fågelfamilj bestående av ett fyrtiotal tättingar fördelat på ett 15-tal släkten. De återfinns endast i skogklädda högländer på Nya Guinea, Moluckerna och i nordöstra Australien. Paradisfåglarna är mest kända för hanarnas spektakulära och färggranna fjäderdräkter.
Paradisfåglarna uppträder i allmänhet ensamma och håller mestadels till i träden. De livnär sig på frukt och bär, andra fåglars avföring, insekter samt små kräldjur. Ett uppseendeväckande beteende är deras parningsspel där hanarna, inom strikt försvarade revir, dansar och visar upp sin praktfulla fjäderdräkt för att locka till sig honor.
Ett par av arterna är utrotningshotade, framför allt på grund av de eftertraktade fjädrarna.
Papua Nya Guineas flagga pryds av en paradisfågel.

## Systematik
Listan nedan med 17 släkten följer AviList:
- Släkte Lycocorax – 2 arter paradiskråkor
- Släkte Phonygammus – trumpetarmanukod
- Släkte Manucodia – 5 arter manukoder
- Släkte Pteridophora – flaggbärare
- Släkte Parotia – 6 arter strålparadisfåglar
- Släkte Seleucidis – tolvtrådig paradisfågel
- Släkte Drepanornis – 2 arter bågnäbbsparadisfåglar
- Släkte Semioptera – vimpelvingad paradisfågel
- Släkte Lophorina – 3 arter kragparadisfåglar
- Släkte Ptiloris – 4 arter sköldparadisfåglar
- Släkte Epimachus – 2 arter bågnäbbsparadisfåglar
- Släkte Paradigalla – 2 arter vårtparadisfåglar
- Släkte Astrapia – 5 arter astrapior
- Släkte Cicinnurus – kungsparadisfågel
- Släkte Diphyllodes – 2 arter praktparadisfåglar
- Släkte Paradisornis – blå paradisfågel
- Släkte Paradisaea – 6 arter egentliga paradisfåglar

Flera arter som tidigare betraktades som paradisfåglar har nu flyttats till andra familjer: Loboparadisea och Cnemophilus till den nya egna familjen satängfåglar (Cnemophilidae) samt Macgregoria till honungsfåglarna (Meliphagidae). 
Tidigare inkluderades även de två arterna i Melampitta i familjen. DNA-studier visar dock att de tillhör en egen utvecklingslinje.